# Турово (Бежаницкий район)
Турово — деревня в Бежаницком районе Псковской области. Входит в состав сельского поселения муниципальное образование «Пореченское».
Расположена на реке Льста в 19 км к западу от райцентра, посёлка Бежаницы.

## Население
Численность населения по оценке на 2000 год составляла 208 жителей.

## История
До 3 июня 2010 года деревня была частью ныне упразднённой Махновской волости.